# Il mattino ha l'oro in bocca
Il mattino ha l'oro in bocca è un film del 2008 diretto da Francesco Patierno ispirato al libro Il giocatore (ogni scommessa è debito), autobiografia del co-sceneggiatore Marco Baldini. Il film è interpretato da Elio Germano, che interpreta lo stesso Baldini, Laura Chiatti e Martina Stella.
Il film è uscito in Italia il 29 febbraio 2008.
Il film è stato trasmesso per la prima volta in chiaro il 5 luglio 2010 in seconda serata facendo registrare 634.000 spettatori e 12,80% di share.

## Trama
Marco Baldini è un giovane ragazzo determinato a diventare la voce di una radio importante; si alterna tra il suo lavoro a Radio Deejay e il vizio del gioco, che piano piano consuma la sua vita, il rapporto con la sua ragazza e le sue abilità lavorative.

## Colonna sonora
- The Money Machine - The Real Tuesday Weld
- Terminally Ambivalent over You - The Real Tuesday Weld
- Someday Soon - The Real Tuesday Weld, David Guez, Jacques Van Rhijn, Clive Painter, Jed Woodhouse, Stephen Coates
- Am I in Love? - The Real Tuesday Weld, David Gue, Jacques Van Rhijn, Clive Painter, Jed Woodhouse, Stephen Coates
- At the House of Clerkenwell Kid - The Real Tuesday Weld
- The Show Must Go On - The Real Tuesday Weld
- One - Harry Nilsson
- Shiny Happy People - R.E.M.
- Rejected from the Army - The Reverse
- Closing Time - Semisonic
- Un'altra vita un altro amore - Christian
- 9 Crimes - Damien Rice, Lisa Hannigan
- Papa's No Fool - Arthur Miles
- Look Out, There's a Monster Coming - The Bonzo Dog Doo Dah Band